# Godspell (film)
Pour l’article homonyme, voir Godspell.
Pour plus de détails, voir Fiche technique et Distribution.
Godspell (Godspell: A Musical Based on the Gospel According to St. Matthew) est un film américain réalisé par David Greene, sorti en 1973.

## Fiche technique
- Titre : Godspell
- Réalisation : David Greene
- Scénario : David Greene et John-Michael Tebelak d'après sa comédie musicale Godspell
- Photographie : Richard G. Heimann
- Montage : Alan Heim
- Musique : Stephen Schwartz
- Pays d'origine : États-Unis
- Format : Couleurs
- Genre : musical
- Date de sortie : 1973

## Distribution
- Victor Garber : Jésus-Christ
- Katie Hanley : Katie
- David Haskell : Jean le Baptiste / Judas Iscariote
- Merrell Jackson : Merrell
- Joanne Jonas : Joanne
- Robin Lamont : Robin
- Gilmer McCormick : Gilmer
- Jeffrey Mylett : Jeffrey
- Jerry Sroka : Jerry
- Lynne Thigpen : Lynne